# HCA Lommel
Maillots
Le HCA Lommel ou Ticket 4U Lommel était un club belge de handball, situé dans la commune de Lommel en Belgique.
Le club a joué une seule saison en division 1, lors de la saison 2008/2009 avant de fusionner avec son voisin, le Sporting Neerpelt.

## Histoire
Le Ticket 4U Lommel fut fondé en 2003 et obtient le matricule 420, le club évoluait depuis la saison 2008/2009 en division 1 mais en fin de saison le Ticket 4U Lommel fusionne avec le Sporting Neerpelt, matricule 112.
Le matricule 420 disparaît et le matricule 112 prend le nom de Sporting NeLo ou Sporting Neerpelt-Lommel.

## Personnalité liée au club
- Philippe Spooren -2007
- Szymon Dobrzynski [1] 2007-2009